# 부산롯데타운
부산롯데타운(Busan Lotte Town)은 옛 부산광역시청이 자리하던 곳(중구 중앙동)에 건립중이다. 가운데 들어서는 빌딩은 지상 30층으로, 380m 높이로 건설된다.
계획 당시 부산 제2롯데월드로 불렸으나, 놀이시설이 없고 잠실롯데월드, 제2롯데월드와 오해가 있을 수 있기 때문에 백화점 개관준비 과정 중 부산롯데타운으로 명칭이 바뀌었다.

## 역사
1995년 도시설계지구 지정을 통하여 사업을 처음 시작하여, 1997년 교통영향평가, 1999년 건축심의, 2000년 건축허가, 2001년 공사착공, 2002년 타워동이 들어설 자리의 공유수면 매립면허취득, 2004년 매립공사 착공, 2006년 매립지를 포함하는 건축심의, 2007년 건축허가사항 변경하여, 2008년 매립공사를 준공하였다.
2009년에 롯데백화점 광복점 본점이 개점하였으며, 2010년에는 롯데백화점 광복점 아쿠아몰이 개장하였다. 그리고 2014년 롯데마트 광복점, 하이마트, 롯데시네마가 개장하였다.
2023년 부산롯데타운이 완공되면 부산에서 가장 높은 타워가 된다.

## 시설

### 내부 시설
복합쇼핑몰, 전망대, 공중 수목원, 암벽등반 시설 등이 만들어질 예정이다.

### 외관과 시설
건물 외관은 천하대장군과 배의 유선형 형상을 본따 만들게 되며 부산롯데타운은 복합 쇼핑(백화점, 대형마트)ㆍ영화관 등도 만들어질 예정이다.

#### 롯데백화점 광복점
부산롯데타운에 위치한 건물중에서 첫 번째로 완공한 롯데백화점 광복점은 2009년 12월 17일에 오픈하였으며 광복 지하상가와 연결된다. 국내 최초 시 사이드(Sea side) 백화점이다. 롯데백화점 아쿠아몰은 2010년 8월 25일에 오픈하였다. 아쿠아몰에는 세계최대 규모의 실내 영상 음악 분수인 아쿠아틱쇼가 설치되어있다.

#### 엔터테인먼트동
롯데마트와 롯데시네마 등으로 이뤄진 부산롯데타운 엔테테인먼트동 건물은 2014년 8월 28일에 개점하였다.

### 타워동
롯데타운타워(LOTTE TOWN TOWER)는 최고 30층에 높이 380m에 달한다. 2019년 10월에 공사를 재개해서 2023년에 완공될 예정이다.

## 교통
부산롯데타운 부지는 부산 도시철도 1호선 중앙역·남포역과 경부선, KTX 부산역과 인접하며 영도와 부산역을 잇는 경전철이 계획중에 있다.
부산롯데타운 건설에 따라 인근의 교통난 해소를 위하여 영도대교를 6차선으로 복원, 확장하여 기부채납하였으며 부산롯데타운 건설 부지를 둘러싸는 총 길이 1.3km, 폭 20m 규모의 해안도로가 부산대교 아래를 시작으로 영도대교 아래를 지나 자갈치시장으로 연결된다.

## 파노라마

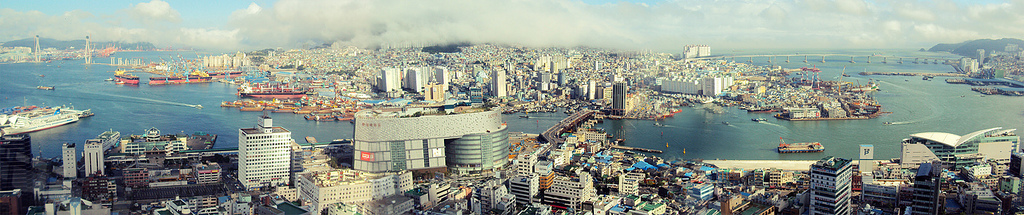
2011년 6월 1일

## 갤러리

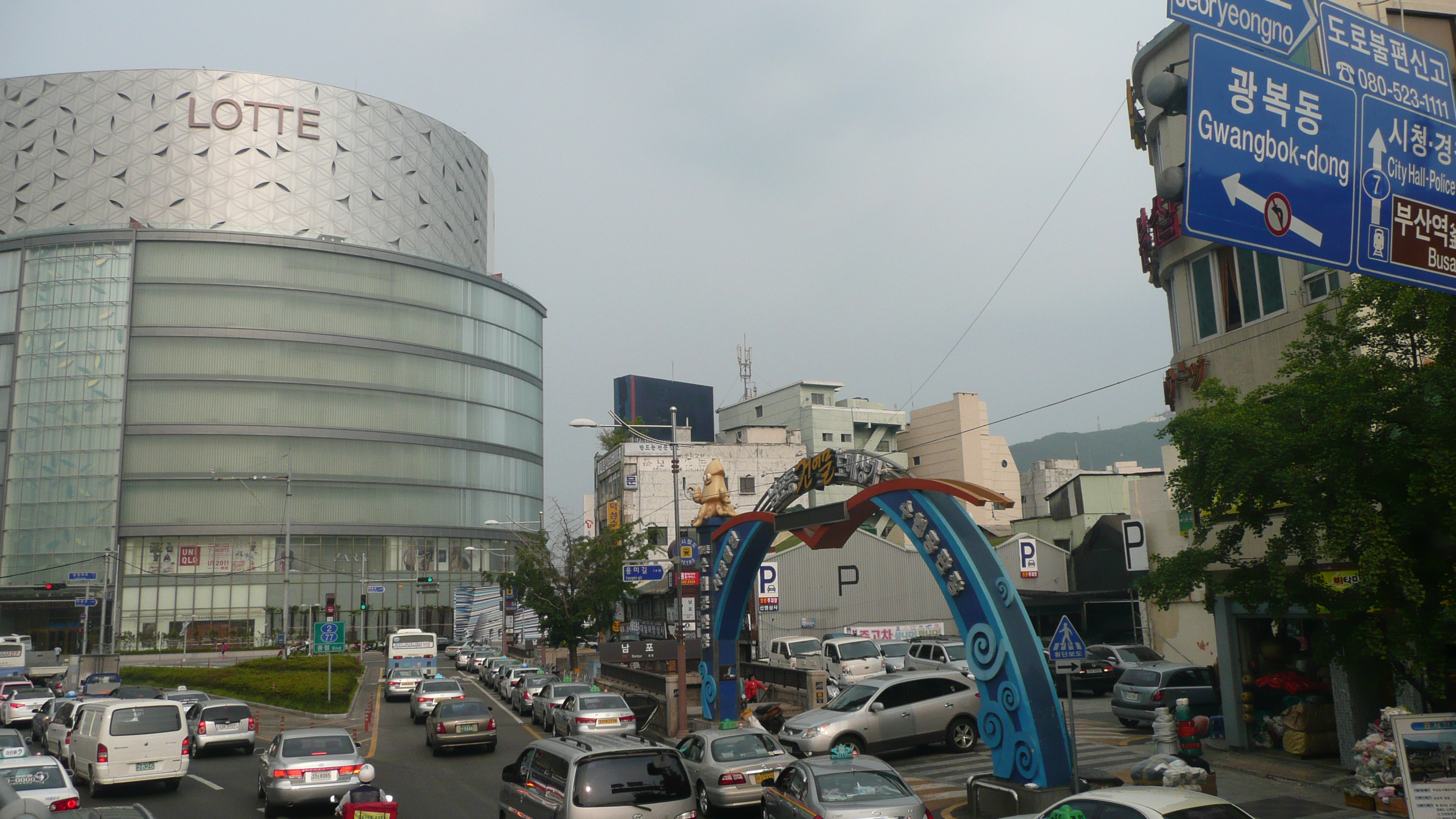
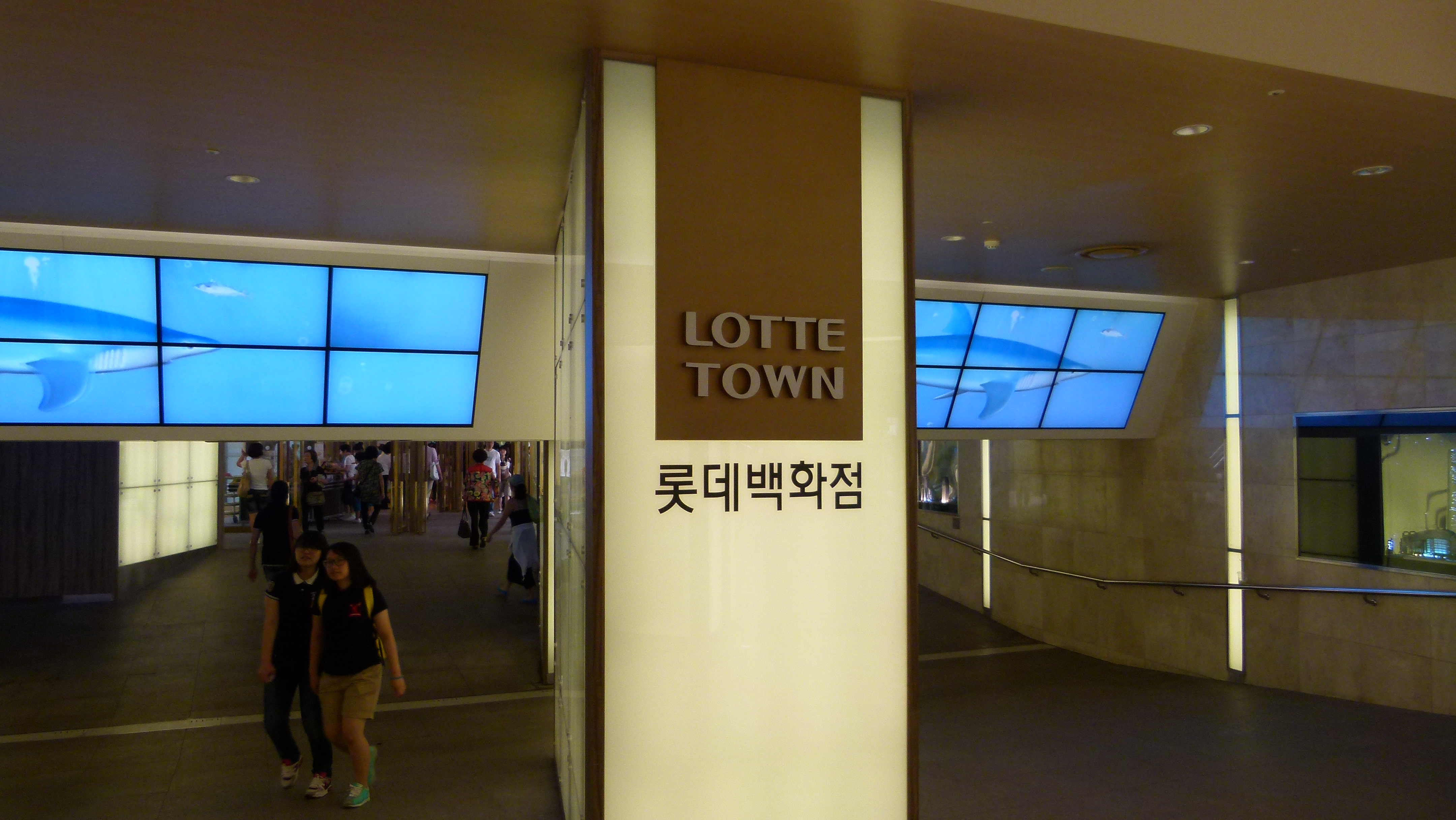

## 경쟁사
- 신세계백화점
- 갤러리아백화점
- 현대백화점
- AK플라자